# Vito Plut
Vito Plut (* 8. Juli 1988 in Semič, SFR Jugoslawien) ist ein slowenischer Fußballspieler.

## Verein
Plut stand unter anderem in der belgischen Jupiler Pro League bei Waasland-Beveren unter Vertrag. Zuvor war der Slowene in seinem Heimatland schon in 162 Partien der Prva Liga für ND Gorica, NK Maribor, den FC Koper und ŠD NK Kolpa am Ball. Mit Maribor errang Plut in dieser Zeit insgesamt vier nationale Titel.
Nach kurzzeitiger Vereinslosigkeit schloss er am 15. Oktober 2013 einen Vertrag mit dem deutschen Drittligisten 1. FC Saarbrücken ab. Dort kam er in der Folge zunächst in den Spielen bis zur Winterpause regelmäßig von Beginn an, danach im Frühjahr 2014 jedoch nur noch vereinzelt und hauptsächlich nach Einwechslung zum Einsatz. In insgesamt 17 Einsätzen gelangen ihm dabei vier Torvorlagen, jedoch kein eigener Treffer.
Nach Zwischenstationen auf der Insel Malta war er ab Sommer 2017 erneut vereinslos, ehe ihn im Oktober 2017 der deutsche Regionalligist FSV Frankfurt unter Vertrag nahm. In den folgenden beiden Spielzeiten 2017/18 sowie 2018/19 wurde Plut dort mit jeweils zehn Saisontoren der beste Torschütze der Mannschaft. In der Saison 2019/20 gelang ihm jedoch bis zum vorzeitigen Saisonabbruch aufgrund der COVID-19-Pandemie in 16 Einsätzen kein Treffer mehr.
Im Sommer 2020 verließ er den FSV Frankfurt und kehrte nach Malta zurück. Die Erstligisten Tarxien Rainbows, FC St. Lucia, Gudja United sowie aktuell Sliema Wanderers waren dort im Abstand von einer Spielzeit seinen weiteren Stationen. Mit den Wanderers gewann der Stürmer 2024 den nationalen Pokal.

## Nationalmannschaft
Von 2008 bis 2010 absolvierte Plut insgesamt 22 Partie für diverse slowenische Jugendnationalmannschaften und erzielte dabei drei Treffer.

## Erfolge
- Slowenischer Meister: 2009, 2011
- Slowenischer Superpokalsieger: 2009
- Slowenischer Pokalsieger: 2010
- Maltesischer Pokalsieger: 2024